# África romana

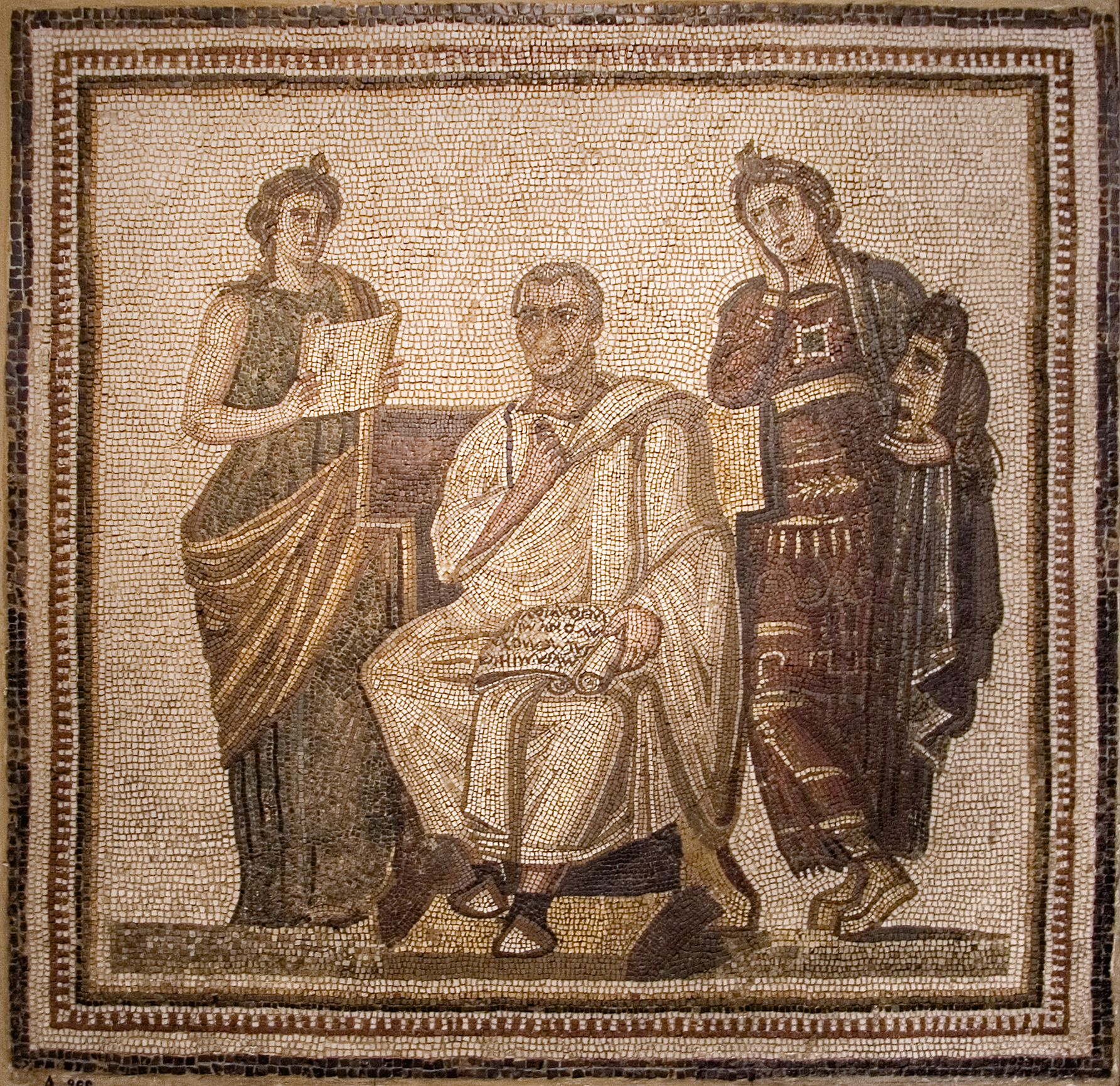
Mosaico de Virgilio y las musas, expresión de la latinidad en el arte africano. Virgilio, rodeado por Clío y Melpómene, sostiene un volumen en el que se puede observar el octavo verso de la Eneida
Mosaico descubierto en Hadrumetum en 1895, datado a inicios del, conservado en el Museo nacional del Bardo, Túnez.

Provincias del África romana.

África romana designa a los territorios africanos dominados por Roma y Constantinopla. El término África, en la época, se refería al espacio comprendido entre el golfo de Gabés y la costa atlántica del actual Marruecos, limitado al sur por los montes Atlas y el Sahara. La Cirenaica y Egipto no se consideraban parte de África, dado que el desierto las separaba del resto del territorio y pertenecían a otra área cultural; la  helenística. África, en esta concepción, era parte del área de influencia púnica.
En un sentido más restringido, también puede denominarse África romana a la región romanizada dentro del mencionado espacio geográfico.
África llegó a comprender ocho provincias diferentes, a saber: Tripolitania, Byzacena, África proconsular, Numidia Cirtensis, Numidia Militiana, Mauritania Cesariense, Mauritania Sitifense y Mauritania Tingitana, aunque se debe notar que esta división política varió a lo largo de la historia del Imperio.
El dominio romano en África comienza, según las fuentes, tras la derrota de Cartago en el 146 a. C. y culmina con la conquista musulmana a finales del siglo VII durante la degradación del Imperio romano de Oriente.

## De la conquista al

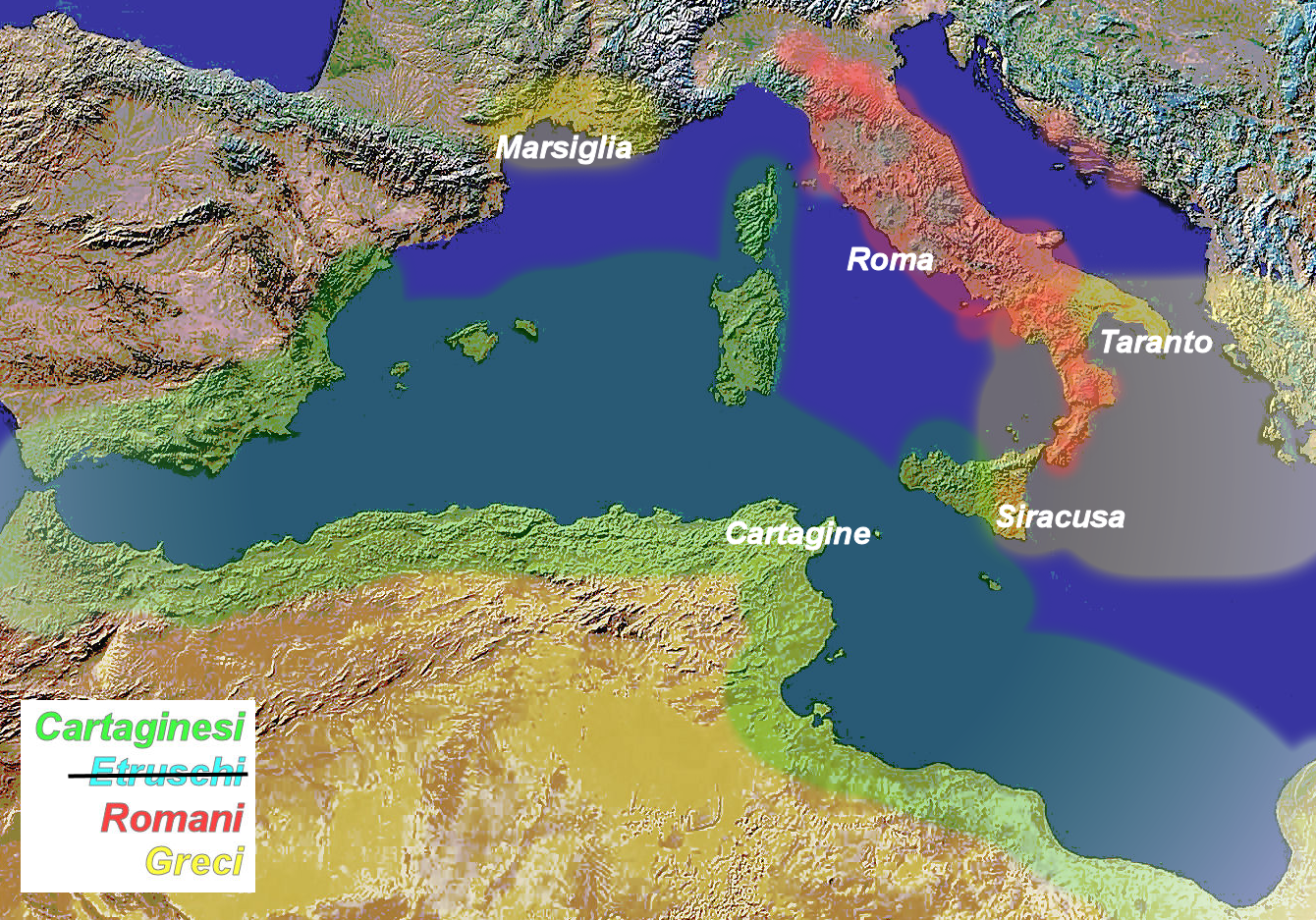
Zonas de influencia de Roma y Cartago en el Mediterráneo antes de las guerras púnicas en 279.

## De la conquista alsigloIV

### Roma en elsigloIIIa.C.
Las guerras púnicas marcan el comienzo del interés romano por las tierras africanas. Unificada la península itálica, el primer choque entre Roma y Cartago, tuvo lugar en Sicilia. El objetivo último de ambas repúblicas era el control del Mediterráneo Occidental Ahora bien, a pesar de la excelencia de la red de carreteras, las calzadas romanas estaban sobre todo concebidas para desplazar rápidamente a las legiones más que para carros pesados. Fue el transporte marítimo y fluvial el más eficaz en la época. 
A medida que las guerras púnicas se desarrollaban, Roma se vio en la necesidad de conquistar nuevas tierras y terminó por vencer definitivamente a Cartago, poniendo así pie en África.
El ejército, factor principal del poderío de la República Romana, estaba compuesto por pequeños propietarios. pero, las campañas militares particularmente de las guerras púnicas modificaron considerablemente el pasaje social de Roma. Los ciudadanos se movilizaron realizando varias campañas, en la que una que otra no regresaban a casa. Al final de un largo servicio militar en el que se aprendió a adquirir gracias a las riquezas un buen botín, el ciudadano-soldado a menudo encontraba sus tierras en barbecho, aunque sabemos que las mujeres no tenían miedo de usar el arado; y puede estar incluso agradecida de las malas cosechas. Los propietarios principales de las tierras se propusieron adquirir sus tierras y rechazaron venderla por una suma de dinero de ciertos interesados. Por lo tanto, un menor número de agricultores. Los campos se encontraban cubiertos de mucho pastizaje. El trigo importado de Sicilia creaba competencia con el de los pequeños productores latinos que, arruinados, vendían sus tierras a bajos precios a los grandes propietarios e iban a Roma a unirse a la plebe urbana. Las grandes familias formaban inmensas esferas, los latifundios, donde estaban instalados campesinos no propietarios, colonos, y muchos esclavos. El grave problema del abastecimiento de la población urbana impulsó a los poderes públicos de Roma a distribuir el grano a precios bajos al igual que su importe. La conquista de nuevas tierras redujo la dependencia de Roma a las importaciones y permitió el aumento de la mano de obra de las explotaciones análogas a la esclavitud.
La carrera de los políticos romanos dependía de los éxitos militares y de sus ventajas materiales además de las victorias que aportaban a los ciudadanos-soldados (su clientela electoral). De hecho, la clase política se persuadió de la vocación universal de Roma y era unánimemente intervencionista.
"Púnico-romano hasta César, romano-púnico después, el Áfica del Norte no se vuelve verdaderamente romana más que bajo los Flavios". Esta constatación propuesta por Marcel Le Glay atestigua las grandes rupturas que conoció el África romana, en particular durante la política voluntarista de la dinastía flavia. La intervención de Roma en África puede ser entendida así como una "despunicisación" a la escala de provincias y de comunidades.
| EVOLUCIÓN ADMINISTRATIVA DE LAS PROVINCIAS AFRICANAS | EVOLUCIÓN ADMINISTRATIVA DE LAS PROVINCIAS AFRICANAS | EVOLUCIÓN ADMINISTRATIVA DE LAS PROVINCIAS AFRICANAS | EVOLUCIÓN ADMINISTRATIVA DE LAS PROVINCIAS AFRICANAS | EVOLUCIÓN ADMINISTRATIVA DE LAS PROVINCIAS AFRICANAS | EVOLUCIÓN ADMINISTRATIVA DE LAS PROVINCIAS AFRICANAS | EVOLUCIÓN ADMINISTRATIVA DE LAS PROVINCIAS AFRICANAS | EVOLUCIÓN ADMINISTRATIVA DE LAS PROVINCIAS AFRICANAS |                     |
| ---------------------------------------------------- | ---------------------------------------------------- | ---------------------------------------------------- | ---------------------------------------------------- | ---------------------------------------------------- | ---------------------------------------------------- | ---------------------------------------------------- | ---------------------------------------------------- | ------------------- |
| Antes de la conquista                                | Cartago                                              | Reino de Numidia oriental                            | Numidia occidental                                   | Reino de Mauritania                                  | Reino de Mauritania                                  | Reino de Mauritania                                  | Reino de Mauritania                                  |                     |
| - 146                                                | África                                               | Numidia                                              | Numidia                                              | Mauritania                                           | Mauritania                                           | Mauritania                                           | Mauritania                                           |                     |
| - 105                                                | África                                               | Numidia oriental                                     | Numidia occidental                                   | Mauritania                                           | Mauritania                                           | Mauritania                                           | Mauritania                                           |                     |
| - 45                                                 | África Vetus                                         | África Nova                                          | Numidia occidental                                   | Mauritania oriental                                  | Mauritania oriental                                  | Mauritania oriental                                  | Mauritania occidental                                |                     |
| - 27                                                 | África Proconsular                                   | África Proconsular                                   | África Proconsular                                   | Reino de Mauritania                                  | Reino de Mauritania                                  | Reino de Mauritania                                  | Reino de Mauritania                                  | Reino de Mauritania |
| 40 - 42                                              | África Proconsular                                   | África Proconsular                                   | África Proconsular                                   | Mauritania Cesariense (anexada en 40)                | Mauritania Cesariense (anexada en 40)                | Mauritania Tingitana                                 | Mauritania Tingitana                                 |                     |
| avant 200                                            | África Proconsular                                   | África Proconsular                                   | África Proconsular                                   | Numidia                                              | Mauritania Cesariense                                | Mauritania Cesariense                                | Mauritania Tingitana                                 |                     |
| Después de la reforma de Diocleciano                 | Proconsular (norte)                                  | Byzacena (centro)                                    | Tripolitania (sureste)                               | Numidia (entre 303 y 314)                            | Mauritania Cesariense                                | Mauritania Sitifense (284 - 288)                     | Mauritania Tingitana                                 |                     |

### África antes de la conquista romana

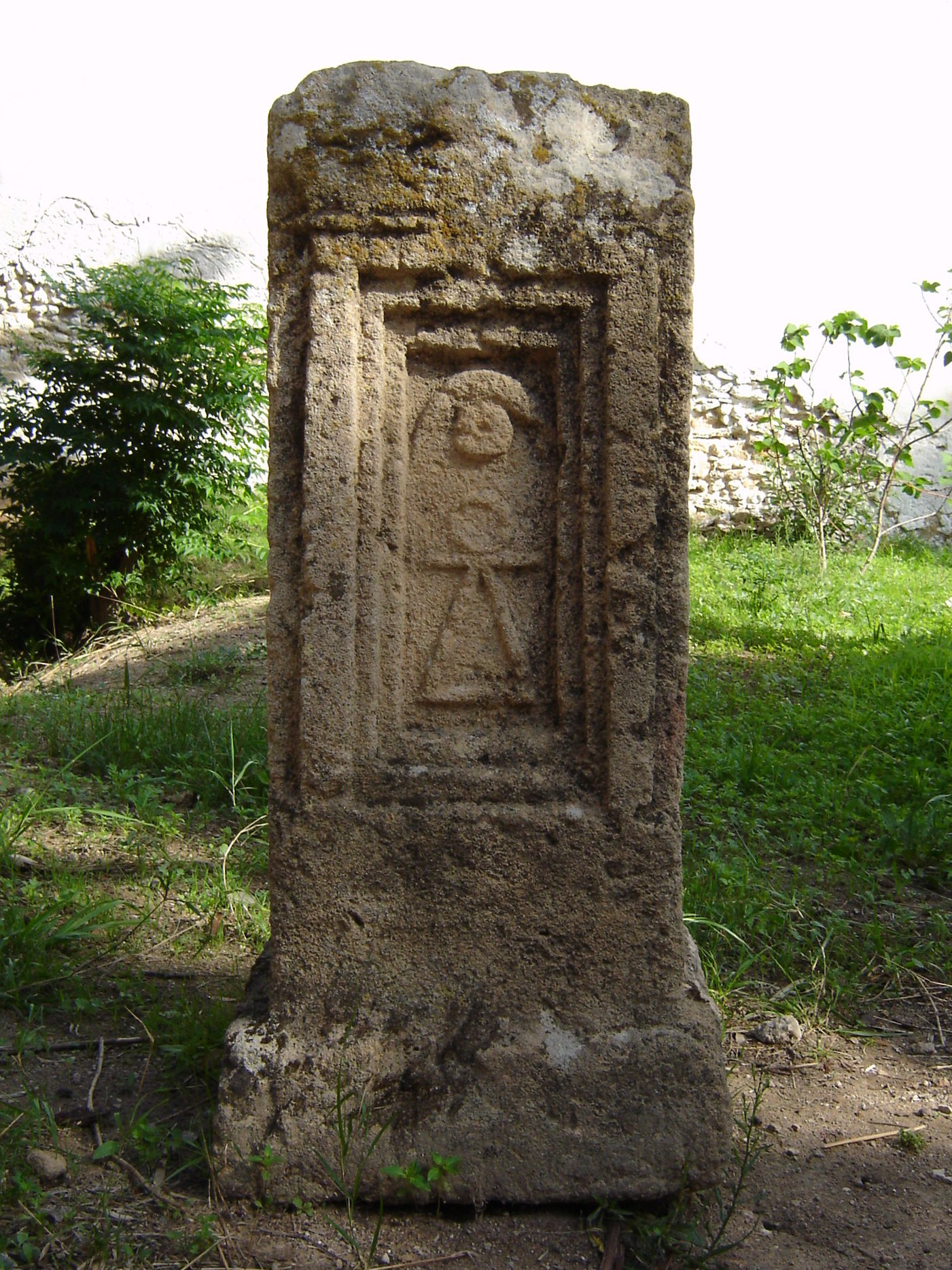
Estela del Tofet de Cartago.

La penetración romana en África se inició por las intervenciones políticas y económicas. Roma se esforzó en mantener las divisiones en África desde el fin de la segunda guerra púnica. Los reinos locales a las genealogías cruzadas, desarrollaron una ideología real, a la imagen de los reyes helénicos y estuvieron a menudo en competencia contra los massyli, numidae, mauri, getulae.
En 203 a. C., Masinisa, soberano de los Masesilos, se alió a Roma contra Cartago y Sifax. Su aporte fue decisivo en la victoria romana, el poder de este reino, a la par del de la república cartaginesa, era incompatible con los intereses romanos en el Mediterráneo. Durante casi cincuenta años, Roma mantuvo sus relaciones diplomáticas y comerciales con Masinisa y Cartago y les compró en caso de necesidad, trigo. Pero Masinisa, quien unificó al reino númido en 138 a. C., tenía a la mira el territorio cartaginés. La tercera guerra púnica y la anexión de Cartago pueden ser vistas como una elección deliberada de una parte de la República romana de privar a Massinissa de una ciudad al interior más próspero.

### África, enclave romano
Después de la tercera guerra púnica, y tras la victoria de 146 a. C., "el África fue el premio de la victoria; y el mundo no tardó en seguir la suerte del África", como lo remarcaba Floro, historiador de orígenes africanos. Después de la caída del poder cartaginés se creó la primera provincia romana en África, llamada África. Provincia de talla modesta, menos de 25,000 km², cerca del noroeste de lo que hoy es Tunisia, y era gobernada por un pretor, o por un propretor. Siete ciudades ganaron su libertad por haber tomado posición contra Cartago, entre las cuales estaban Útica, Hadrumetum, Tapso y Letis Menor Lamta. Habituados a los problemas de deslinde, los romanos delimitaban la frontera de su nuevo territorio por una fosa, la fossa regia.
A la muerte del rey númida Micipsa en 118 a. C., Roma arbitró repetidas veces los problemas de sucesión, cada vez en el sentido de una división en varios reinos. Amigo y cliente de Roma, Yugurta, nieto de Masinisa, provocó la cólera romana después de haber masacrado a algunos mercantes italianos de Cirta durante el conflicto entre los sucesores de Micipsa. El Senado romano le declaró la guerra en 112 a. C. El fin de la Bellum Jugurthinum (105 a. C.) sancionó el fracaso de una política númida en África. El mapa de la región se vio modificado, el reino de Mauritania se integró y el ager publicus creció.

### La conquista bajo los Julio-Claudios
Después de la Batalla de Tapso en 46 a. C. y de la derrota de los pompeyos aliados a Juba I, rey de Numidia, Julio César anexó al imperio el Reino de Numidia. Se convirtió en la provincia de África nova en oposición a la primera provincia, llamada desde entonces África vetus. Los reinos indígenas se encontraban en un nuevo conflicto de Estado y a la extensión de las posesiones romanas. La frontera oeste de la provincia estaba protegida por una marca, la Numidia occidental, se encontraba bajo el mando de Publio Sitio, aventurero aliado de César. Cuatro colonias vieron la instalación de Sittius y de sus mercenarios: Cirta, Rusicade, Milev y Chullu quienes, si se mantenían independientes de la provincia romana después de la muerte de Julio César, mantendrían sus privilegios de este pasado. Sin embargo, la penetración romana en África del Norte fue larga y la anexión de las provincias no fue seguida por su ocupación sistemática.
Pero Roma no se contentó con "cuidar únicamente los restos" del Reino púnico, según la fórmula de Theodor Mommsen. El primer espacio sometido y controlado a profundidad por los romanos, es un espacio que conoció un alto grado de civilización urbana: las regiones de Cartago, Cirta, Sicca Veneria, así como doce colonias de veteranos creadas por Augusto, y Mauritania. La provincia de Proconsular y el nuevo Reino de Mauritania, confiado por César Augusto a su protegido Juba II, fueron asignados con la defensa del África del Norte. Desde la división de las provincias entre el Senado y César Augusto en enero de 27 a. C., el África se reunió en una única provincia senatorial, llamada África Proconsular. La Numidia fue reanexada a esta provincia. De cualquier manera, había una legión estacionada sobre su territorio, la III Augusta, comandada por el Procónsul, que de hecho es una excepción entre las provincias senatoriales, desprovistas de fuerzas armadas. Bajo Augusto, la dominación romana excede la fossa regia. Así, al principio del principado, los romanos se adaptan con los espacios dejados al margen de la romanización, empujando los límites meridionales de la provincia. En 37, el emperador Calígula nombra a un legionario para dirigir la III Legión Augusta, quien dependía hasta entonces teóricamente del procónsul de la provincia. Tres años más tarde, el emperador asesina a Ptolomeo, rey de Mauritania, y anexa su reino, transformando el protectorado romano en dominación directa. En 42, Claudio lo divide en dos provincias procuratorienses, Mauritania Tingitana al oeste y Mauritania Cesariense al este.

### África bajo los Flavios

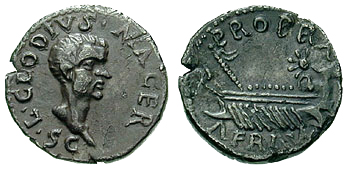
Denario con galera y retrato de Clodius Macer.

El reino de los Flavios constituyó para África un periodo de estabilización necesaria tras los problemas y las adquisiciones territoriales. Para Marcel le Glay, es "bajo el reino de los Flavios que, preparadas de lejos por los Julio-Claudios, pero precipitadas por la obra misma de Vespasiano y de sus hijos, fueron operadas, cargadas de consecuencias para el futuro, las grandes mutaciones que afectaron los dominios esenciales de la vida pública y privada de los africanos.
A su llegada, Vespasiano, que había sido procónsul, fue mal recibido por los africanos. Las provincias habían visto con anterioridad un periodo de problemas políticos—incursiones de garamantes—y el nuevo emperador debía asegurar la fidelidad del legionario y del procónsul. El año precedente, durante el año de los cuatro emperadores, el legionario de la Legio III Augusta, Clodius Macer, se rebeló contra Roma y había amenazado de privarla del trigo africano.
La prioridad de Vespasiano era poner en orden a las provincias. Para este fin, renovó al personal dirigente, buscando a los procónsules en el seno de las ricas familias italianas. La romanización se aceleró en las provincias y las comunidades del sur fueron sometidas a un mayor control, incluso bajo tutelaje. Bajo esta lógica, se constata una multiplicación del número de promociones jurídicas sobre el territorio del África nova e incluso más allá, como lo prueba la creación de la colonia de Madaura, en los confines de Numidia, entre el fin del reino de Vespasiano y del reino de Nerva.
Los Romanos en el primer siglo del imperio organizaron algunas expediciones (y exploraciones) para controlar el Sahara al sur del "Limes" romano. Las más famosas fueron las de Balbus, Paulinus y Flaccus. Algunos exploradores -como Matiernus y Festus- llegaron al África ecuatorial alcanzando el lago Chad: establecieron rutas comerciales de primaria importancia para el desarrollo africano.

### Áfricabajo los Antoninos

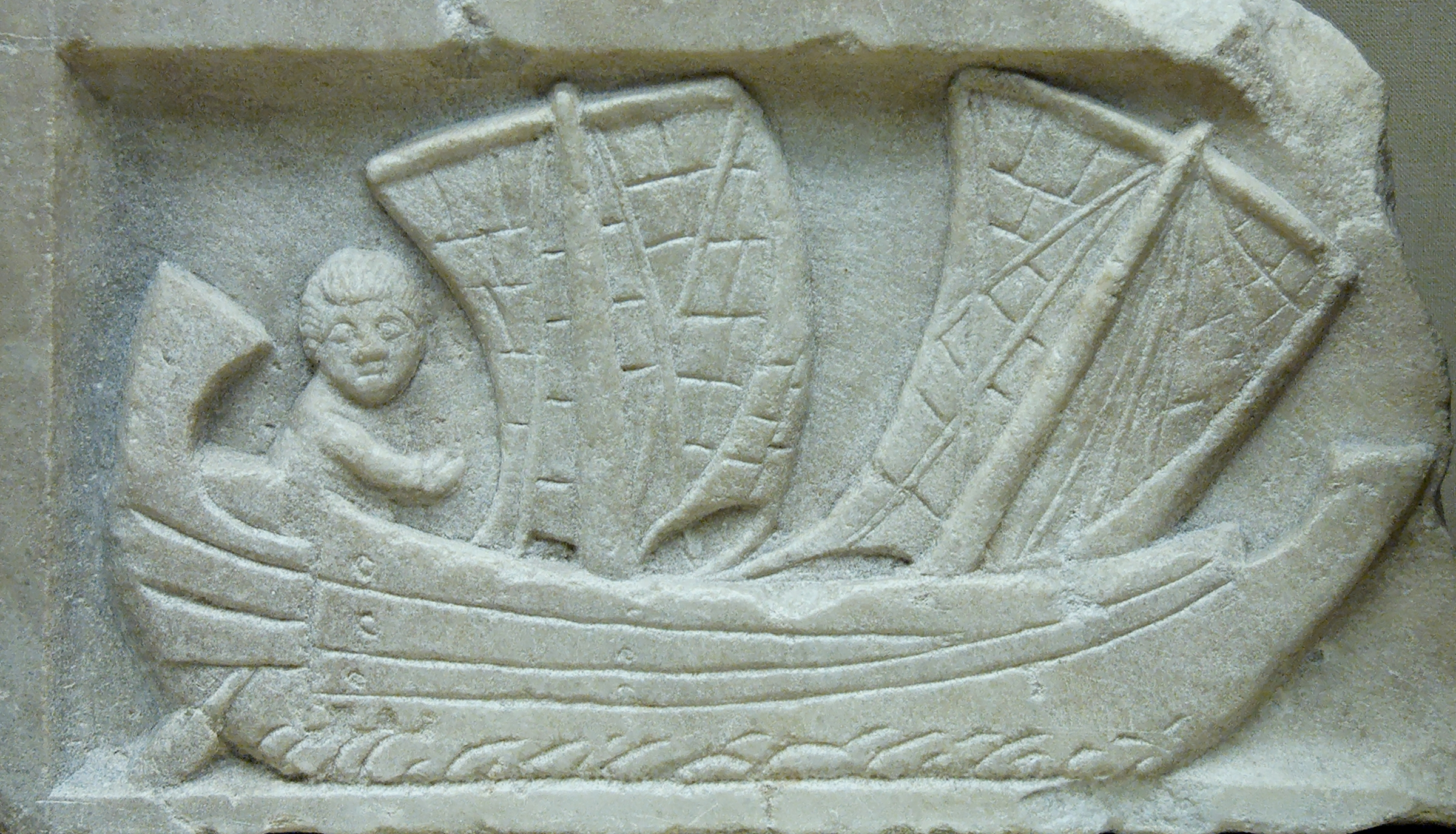
Corbita, bote de cabotaje de dos mástiles. Relieve en marfil, hacia 200, África procónsular.

Como lo remarca Marcel Le Glay, "los Antoninos cosecharon en África lo que los Flavios habían sembrado" y numerosos signos se reunieron que permiten hablar de un apogeo africano. África conoció bajo la dinastía de los Emperadores Antoninos un desarrollo urbano sin precedente. Signo de este éxito, la primera visita imperial en África por Adriano en 128. Durante su expedición, nuevos estatus fueron acordados para las comunidades urbanas. La dinastía, favorable a las promociones provinciales, de manera general, volvió más fácil la integración municipal.
En Roma, el partido africano gana importancia y su influencia en el Senado romano era innegable. Frontón tuvo así el cargo de la educación del joven Marco Aurelio. Al fin del S. II, África asegura un cuasi-monopolio sobre el mercado romano de trigo y de aceite. Ilustración del peso del aprovisionamiento africano, la revuelta popular de 190 fue, probablemente, suscitada por Pertinax, antiguo procónsul de África y por tanto prefecto de la ciudad de Roma, que habría, voluntariamente, suscitado la escasez controlada de la annona, apoyado por el "partido africano".

### Áfricabajo los Severos

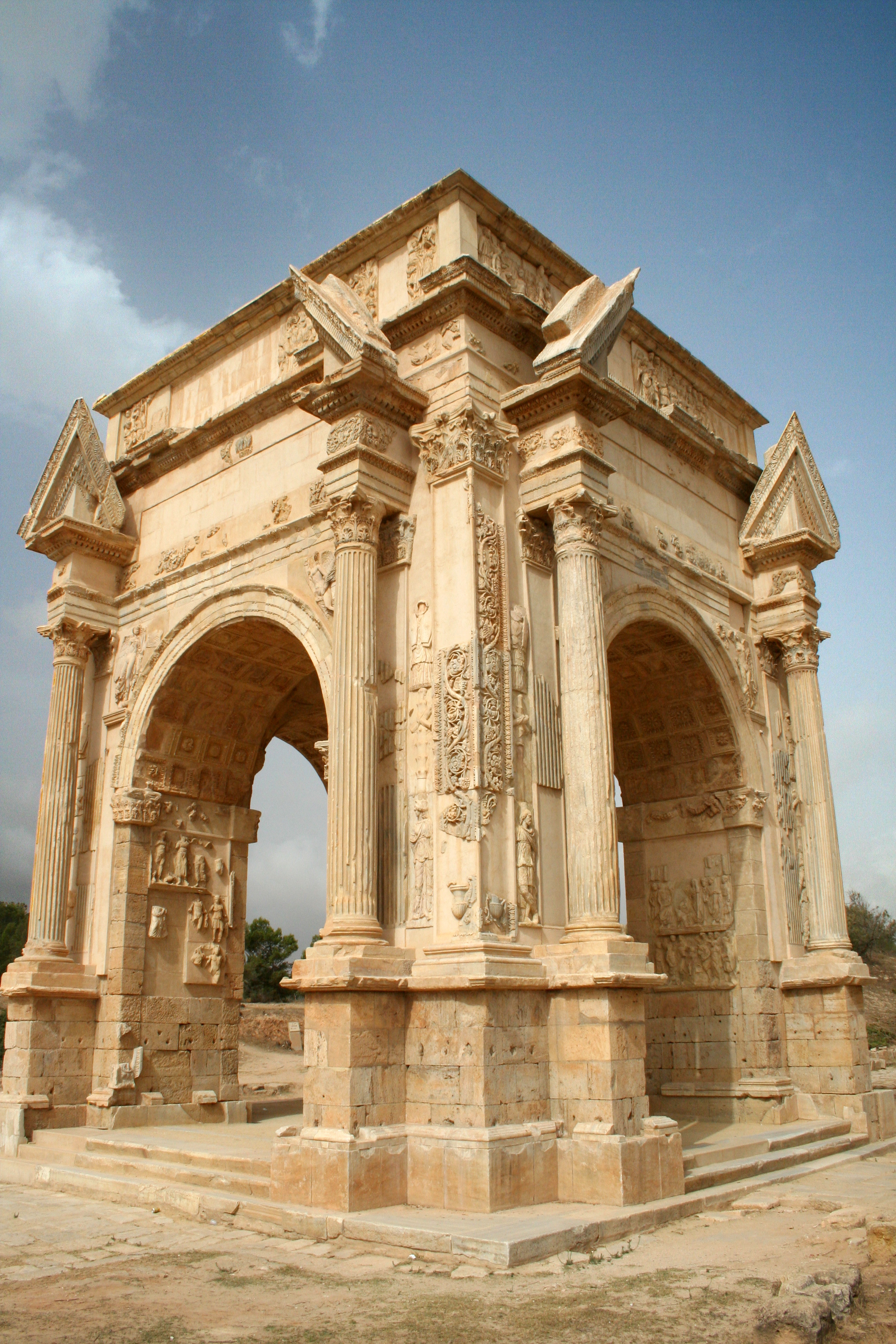
Arco de Septimio Severo, Leptis Magna.

El acceso al poder de Septimio Severo, emperador de origen africano, hijo de Leptis Magna, "nuevo Aníbal" sobre el trono de los Césares jugó un rol mayor en el desarrollo del África romana. El emperador, así como su hijo Caracalla, fueron los artesanos de una política municipal determinada. Las grandes familias lepcitanas accedieron al laticlave. La expansión territorial continuó. La provincia de Numidia se vuelve autónoma antes del 200—poniendo fin a la extraña situación donde legionario y procónsul coinciden en el seno de una misma provincia—y la lima avanzaba rumbo al sur y al oeste. Las altas mesetas de la Cesariense fueron el objeto de un incrementado control, particularmente los puntos de aguas y los ejes de trashumancia.
Sobre el plan económico, las campañas y sus castellae vieron una cierta prosperidad y la red carretera de desarrollo. El aceite africano era exportado sobre todo el mercado mediterráneo y la Tripolitana se abrió al comercio agrícola. El enriquecimiento general de las provincias debió estimular el evergetismo y el desarrollo urbano. Al final, el crecimiento demográfico fue fuerte y África contaba al final del Alto Imperio entre 7 y 8 millones de personas.

### Las crisis delsigloIII
En cuanto a las guerras incesantes, a la esterilidad y a las hambrunas que nos agobian de problemas, a las enfermedades que castigan y asuelan nuestra salud, a las epidemias que desolan y despoblan la humanidad, sepa que ha sido predicho que en los últimos tiempos del mundo los males se multiplicarán, que tribulaciones variadas sobrevendran, y que al acercamiento del día del juicio la severidad y la indignación de Dios se encenderán cada vez más para castigar a la humanidad.
Cipriano, Ad Demetrianum.

En el conjunto del Imperio, la crisis se debió a la conjunción de dos factores:
- La inestabilidad política crónica, puntuada por una larga serie de usurpaciones y de guerras civiles, notablemente en 238.
- La presión sobre la lima —Rin, alto Danubio y Danubio inferior, frontera oriental— que se traduce en las invasiones que los emperadores controlarían a veces difícilmente. Se desarrollaron, paralelamente, focos de disidencia en África. El regreso al orden marcaría la afirmación en el poder de Diocleciano, en 284. Las estructuras del Imperio resurgieron profundamente transformadas. Por otro lado, no hay indicios de que su dinamismo económico haya sufrido y el crecimiento urbano se mantuvo constante.

En 235, en un contexto de grave conflicto con los alamanes, un golpe de Estado llevó a Maximino el Tracio al poder. Descendiente de los humiliores, mal aceptado por el Senado, le vino bien adoptar una política hostil a su consideración; pero, brillante militar, es popular entre los soldados. Consacra todos sus ciudades a la red carretera y su política responde exclusivamente a los imperativos militares. Esta política defensiva exige una fiscalidad incrementada, presión fiscal cuyo peso explica en parte la revuelta africana. La crisis, que debió marcar profundamente al Imperio romano, sobrevienen en enero de 238 en la región de Thysdrus (El Djem). Los habitantes de la ciudad asesinaron al procurador en turno que se había vuelto odioso a los ojos de los contribuyentes y proclaman emperadores a Gordiano, un rico senador, y su hijo. Cuesta trabajo distinguir a los actores principales de esta revuelta, según Herodiano, muy criticado vis à vis de Maximino, las revoltosos son esencialmente los jóvenes de la región, definidos según diferentes historiadores como pertenecientes a la aristocracia de la ciudad o emanando de la gran propiedad territorial, apoyados por miembros de las clases populares unidos a ellos por relaciones de patronazgo.
Seguidamente, este profundo descontento se benefició del apoyo de la población africana. El movimiento no tarda en propagarse en Italia y en las provincias orientales, desarrollado por la aristocracia urbana que mantiene el procónsul de África Gordiano contra el emperador Maximino. La guerra civil fue inminente cuando el Senado se unió al campo de los descontentos y declara al Emperador enemigo del pueblo romano. Por tanto, la situación no puede ser ya invertida. Capellianus, un senador fiel a Maximino, puesto en lugar por este último en el puesto de gobernador de Numidia, empieza una marcha sobre Cartago con el fin de acabar con la revuelta. Posee una fuerza militar importante pues es legionario de la Legio III Augusta, basada en Numidia para contener la presencia de los numerosos moros en la región. Herodiano, en su Historia de los Emperadores Romanos de Marco Aurelio a Gordiano III, subraya la crueldad de la represión de Capellianus y da cuenta de la gravedad de la crisis interna: "Capellianus, entró en Cartago, hizo perecer a todos aquellos de los primeros ciudadanos de esta ciudad que se habían escapado del combate. No perdonó los templos, que saqueó, así como todas las fortunas privadas y los tesoros públicos. Recorrió después las otras ciudades que habías revocado los estatutos de Maximino, castigó de muerte a los principales habitantes y de exilio a los ciudadanos oscuros. El autor no falta en precisar que esos actos bárbaros tenían trasfondo político: poseyendo un ejército que le era devoto, podía, según las circunstancias, acercarse al título de Emperador.
Según la presión popular, en Roma, Gordiano III fue llamado por el Senado, a los trece años, como heredero del Imperio. Maximino muere poco tiempo después y a la llegada de Gordiano III pone fin a una crisis corta pero profunda. Si el nuevo emperador devuelve el equilibrio al Imperio, su nominación no pasa sin consecuencia para África. Bajo su reino la Legio III Augusta es disuelta y remplazada por un "sistema más defensivo" fundado en la movilización de tropas auxiliares, lo que tiene por consecuencia el disminuir la influencia romana en la región. El reino de los primeros tetrarcas fue marcado por las grandes persecuciones, una profunda reorganización de las provincias africanas y de las revueltas locales. La aceleración a mediados del siglo III los movimientos de desobediencia y de revueltas de tribus africanas era innegable. era necesaria una reestructuración de efectivos militares romanas. Por tanto, no se necesitaba un fenómeno capaz de poner en causa seriamente la presencia y la hegemonía del Imperio. Excepto la revuelta de los moros de la Gran Cabilia y las numerosas invasiones en Mauritania Cesariense y Numidia hechas posibles por la desaparición momentánea de la legión, Roma pudo manejar la situación.

### Reorganización de las Provincias bajo la Tetrarquía
Diocleciano emprende una profunda reforma administrativa de las provincias africanas. La Mauritania Sitifense (o Tabiana) se crea de principio entre 284 y 288, se separa así de la Mauritania Cesariense pero el praeses de Cesariense sigue siendo responsable de la defensa regional. En 303 vienen los otros cambios. La Numidia fue brevemente dividida en dos provincias: la Numidia Cirtense (capital Cirta) y la Numidia Miliciana (o Militar). Estas dos provincias fueron reunidas en 314. Finalmente, la Procónsular fue dividida en tres unidades administrativas: la Procónsular (al norte), la Byzacena (al centro) y la Tripolitania (al sureste). El mando militar fue restablecido por toda la diócesis de África a un comte (excepto la Mauritania Tingitana, reanexada a la diócesis de Hispania. El vicario de África se volvió el jefe jerárquico de todos los gobernadores, exceptuando al procónsul.

## Problemas en los siglosIVyV

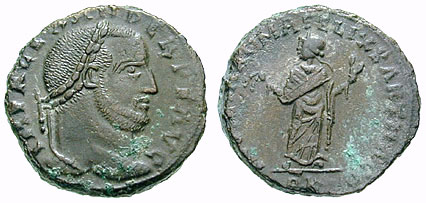
Follis acuñada en los talleres de Cirta por Domicio Alejandro. En el reverso, efigie de Cartago teniendo frutas en cada mano.

Las provincias africanas vieron en el Bajo Imperio una serie de usurpaciones y de rebeliones "que han ilustrado por mucho tiempo, para algunos historiadores, la decadencia, característica principal, según ellos, de esos tiempos" aunque la investigación reciente ha traído a la luz la relativa properidad de la región.
Se puede hacer un recenso de estos movimientos, pero es importante mencionar que no existe información suficiente sobre todos.
Cronológicamente, cinco episodios están más o menos bien identificados:
1. 308/9 - 311, usurpación de Domicio Alejandro
2. 363 - 364, revuelta de la tribu de los Austuriani o Austoriani[32] de Tripolitania
3. 370 - 375, revuelta y usurpación «regional» de Firmo en Mauritania
4. 397 - 398, revuelta o usurpación menos clara de Gildo,
5. 413, revuelta y usurpación de Eracliano,

- Domicio Alejandro, sin atadura africana, es un alto funcionario —vicario de los prefectos de la sala de audiencias— con puesto en Cartago. Ha intentado jugar sus cartas en unas crisis imperial extremadamente compleja que se abrió a la abdicación de Diocleciano en 305. Al momento donde en Italia se abren camino las ambiciones de Majencio y en Galia de Constantino, Domicio tiene a su disposición un excelente medio de presión: el control del aprovisionamiento en trigo. Puede amenacar a Roma de hambruna. La revuelta fue liquidada en la primavera del 310 por las tropas de Majencio: Cartago y Cirta fueron perdonadas del saqueo.[33]
- Sobre la revuelta de las tribus tripolitanias conocidas bajo el nombre de Austoriani en 353-4,[34] la información es abundante; un capítulo entero de la Historia (XXVIII, 6, 5 - 20) de Amiano Marcelino está consagrado al sitio de Leptis Magna por la tribu. El autor originario de Antioquía en Siria, comparte el punto de vista de los notables municipios y en su descripción de la revuelta de los Austoriani, entrega un retrato espantoso del comte de África, Romanus, presentado bajo la luz más negra como símbolo de la corrupción y receptáculo de todos los vicios. El relato se muestra también profundamente feroz para el ejército de la ciudad, que parece no querer intervenir más que a cambio de la compensación financiera. En todos los casos, se trata de una ilustración del desacuerdo entre el gobierno municipal y el ejército de África.

## El sistema defensivo romano
La defensa del África romana fue asegurada durante el periodo republicano por el mantenimiento de tropas. La ordenación a profundidad comenzó al final del reino de Augusto. Los romanos construyeron rutas que penetraron el país númido a partir de Cartado, y un desvío que iba desde Leptis minor a Hippo Regius. La Legio III Augusta instaló su comando al nodo carretero de Tébessa, vigilando a las tribus de los Aurés y aquellas de la región de Chott el-Jérid. El sitio de esas dos zonas fue dirigido por una división progresiva de las rutas y de los puestos bajo los flavios y bajo Trajano.
La anexión inopinada del reino de Mauritania no fue seguida inmediatamente de una toma de control. Los romanos se limitaron en un principio a acondicionar una ruta costera hasta Melilla, mientras que continuaban rodeando a los Aurés, desplazando la sede de la Legio III a Lambaesis. El alargamiento este-oeste del relieve de la Mauritania Cesariense de 50 a 100 km de la costa, del valle del Chelif, y Castellum Tingitanum (Chlef) hasta Numidia. Bajo Séptimio Severo, una nueva desviación hasta Numerus Syrorum (Maghnia) ensanchó hacia el sur el control de la Mauritania Cesariense, mientras que una ruta periférica, el Limes Tripolitanus, rodeaba el sector de Leptis Magna. Finalmente, puestos avanzados en el desierto vigilaban a las tribus nómadas: Castellum Dimmidi (oasis de Messad), Cydamus (Ghadames), Bu Njem (actual Libia). Las fuerzas armadas permanentes consistían en una sola legión, la III Augusta, completada por numerosas unidades auxiliares repartidas en la Mauritania Cesariense y reforzada en Mauritania Tingitana por alianzas con las tribus moras., El único ejército de África aparece como un vector mayor de la romanización y de la fidelidad al emperador en África. Además de su rol de agente de la "romanización" entre los soldados que la integraban, le daba la imagen de una Roma protectora y continente de los elementos externos que podían obstaculizar la producción agrícola africana.

## Los propósitos tribales

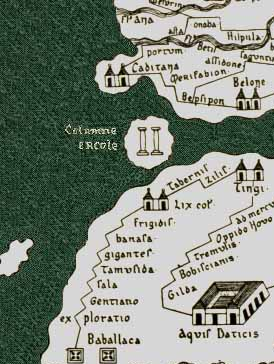
Ciudades de la Mauritania Tingitana: Tingis, Lix(us) col(onia), Banasa.
Extraído de la Tabula Peutingeriana.

Plinio el Viejo censó a quinientos dieciséis populos entre el Ampsaga y los «altares de los Filenos», entonces en la gran Proconsular, tribus cuya importancia numérica y su origen en las fuertes son muy variables. La cuestión de la distribución geográfica de las tribus y pueblos ha generado una extensa bibliografía pero ningún mapa parece poder pretender a la exhaustividad ni a la precisión absoluta. En África del Norte, las antiguas fuentes griegas y romanas distinguen una zona urbanizada, una zona tribal donde domina el pastoreo, así como una zona meridional poblada de nómadas, llamada Getulia. Esta distinción fue consagrada por la historiografía. Los romanos ejercieron un control rápido sobre la primera y la segunda zonas, pero poco dominaron la tercera por lo cual se hace necesaria una distinción entre provincias romanas de África y ocupación romana en África. Si el lugar de la civilización urbana en África del Norte fue importante antes y después de la conquista romana, la organización tribal ocupa una situación apreciable en el seno de las sociedades africanas.

### Las relaciones con las tribus
Las relaciones de las tribus con los representantes de Roma fueron numerosas y complejas debido a la diversidad y a la especificidad de las tribus y de las actitudes del poder romano. Una separación entre las regiones orientales —más integradas y romanizadas y donde la influencia de las ciudades era prepoderante— y occidentales parece siempre estar marcada en las relaciones que entretuvo Roma con las comunidades tribales. No es posible analizar seriamente las revueltas indígenas sin tomar en cuenta la heterogeneidad de las situaciones africanas. El fenómeno fue vivido sensiblemente diferente según las provincias. Esta disparidad obligó a Roma a tratar diversamente según los levantamientos.
El hecho principal que trastornaba la relación de las tribus con el Estado romano era el estatuto jurídico de la tierra en la doctrina jurídica romana: in eo (provinciali) solo dominium populi Romani est vel Caesaris. El conjunto de las tierras de África estaba integrada al ager publicus, lo que trastorna las relaciones tradicionales y las costumbres, en particular para las tribus nómadas. Cuando un poder real estaba presente localmente, se establecía una relación de fidelidad directa que se traducía por impuestos en especia o dinero, o por un servicio armado, y no por la atribución o el control de las tierras. Es la relación del grupo a la tierra lo que estaba amenazado. Dado que, en virtud de la doctrina romana, el poder romano podía decidir sobre la propiedad de las tierras, y no dudaría en limitar los territorios ocupados. Las tierras era el objeto de agrimensura desde el reino de César y eran también sometidas a la jurisdicción romana. Las políticas de acotamiento, de terminatio (deslinde) y de delimitación seguían generalmente. Se derivó una nueva disposición institucional: la tribu puede verse reconocida en un estatus, incorporada a una ciudad vecina, donde la civitas podía ser acordada parcialmente a ciertos miembros de la tribu. La cuestión del desplazamiento de poblaciones es, sin embargo, discutida. Los romanos experimentaron la necesidad de controlar a los hombres gracias a los intermediarios: los prefectos de las tribus o de tribu (praefectus gentis) a menudo descendiente de la orden ecuestre. Los jefes integrados podían también recibir el título de princeps. Estos intermediarios permitían a veces la aparición de una aristocracia mixta y abrían la vía para la municipalización.

### Los levantamientos de las tribus moras
Los levantamientos de tribus indígenas en África no era un hecho nuevo en el siglo III. Además de los campos militares permanentes, el envío de destacamientos de legiones romanas, desde el siglo II, no era raro para encauzar las revueltas recurrentes de las poblaciones autóctonas o gentes, en particular aquellas de los moros que disfrutaban su poder con relativa autonomía. Estos eventos iban, sin embargo, a tomar una nueva dimensión en los años 250-260. En 253-254, una ola de insurrección partió de Mauritania Cesariense y alcanzó la Proconsular. Los actores de esta revuelta fueron generalmente los pueblos que, viniendo del interior de las tierras, estaban menos tocados por la romanización. El levantamiento fue rápidamente reprimido. Fue en el oeste del África romana donde el imperio encontró la mayoría de los problemas. En Mauritania Tingitana, debió dar prueba de diplomacia al firmar los tratados de paz fœdus, i —con las tribus. El gobernador de la provincia se reunía regularmente con los bacuates, principal tribu de la región. Asociada a los macenitas o aun con los bávaros, esta tribu constituyó una importante muralla contra la romanidad. El Imperio debía perder su control sobre ciertos territorios, no contando más que el litoral y el norte de la provincia.
Un poco más al este, en Mauritania Cesariense y en Numidia, la insurrección era más fuerte y amenazaba la región de Auzia. La tentativa de imponer prefectos a las tribus no fue suficiente. Para remediar esa situación desfavorable, la Legio III Augusta fue reconstituida —entre 253 y 258 según las fuentes—, pero provocó una recuperación del bandolerismo y la inestabilidad. Prueba de esto es que el gobernador de Cesariense obtenía el cargo de dux para el conjunto de las provincias romanas, lo que muestra la gravedad de la situación. Un nuevo gobernador de Numidia, Cornelius Macrinius Decianus, intentó poner fin a la crisis hacia el 260 y se encontró enfrentado a alianzas de tribus. Logra hacer retroceder a los bávaros que estaban aliados a los reyes locales, los Quinquegentanos que, establecidos en el macizo montañoso del Djurdjura, habían invadido Numidia en 253, así como a los Fraxinenses. Las incursiones bárbaras que habían devastado una buena parte de Numidia fueron finalmente contenidas, y los opositores a la hegemonía romana tuvieron que retroceder poco a poco. El África Proconsular fue la menos tocada por las revueltas, sin embargo no estaba bajo el dominio exclusivo de los romanos. En Tripolitania por ejemplo, fue generalmente el sistema de delegación quien hizo acto de presencia. Opuestos a los ataques violentos en el oeste de África, los romanos prefirieron dejar una cierta autonomía a los autóctonos, preservando su influencia sobre la región. En algunas regiones, como en Byzacena, Roma mantuvo un control casi total.

## Hecho urbano y cultura urbana
La difusión de una cultura urbana y cívica en África fue empezada mucho antes de la conquista romana. Esto se sabe por los testigos arqueológicos y epigráficos tan ricos como diversos a propósito de los cuales se puede hablar de "Áfricas" y del carácter plural de su urbanización. Sin embargo, en el origen de este desarrollo se encuentra un factor común, la conquista y las nuevas relaciones —políticas pero también económicas y sociales— que la misma suscitaba. Se puede situar el apogeo de la civilización urbana en el África del norte en el segundo y primer tercio del tercer siglo. Estaba unido a la prosperidad que vieron las provincias hasta la época severina, debido en parte al desarrollo del mercado de aceite africano.

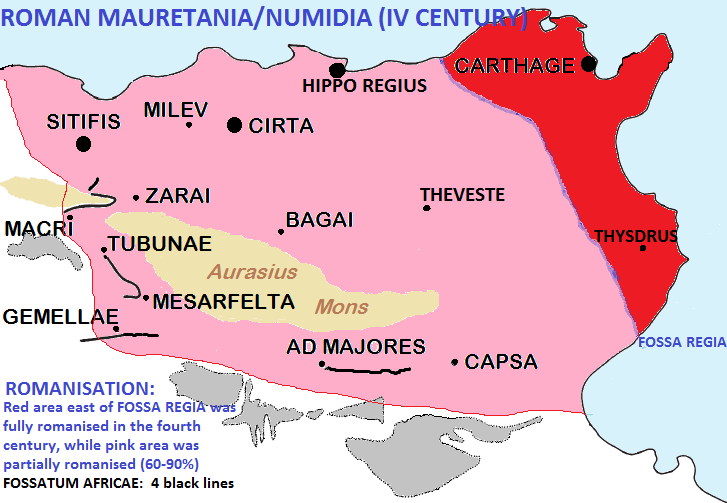
La romanización en el África romana

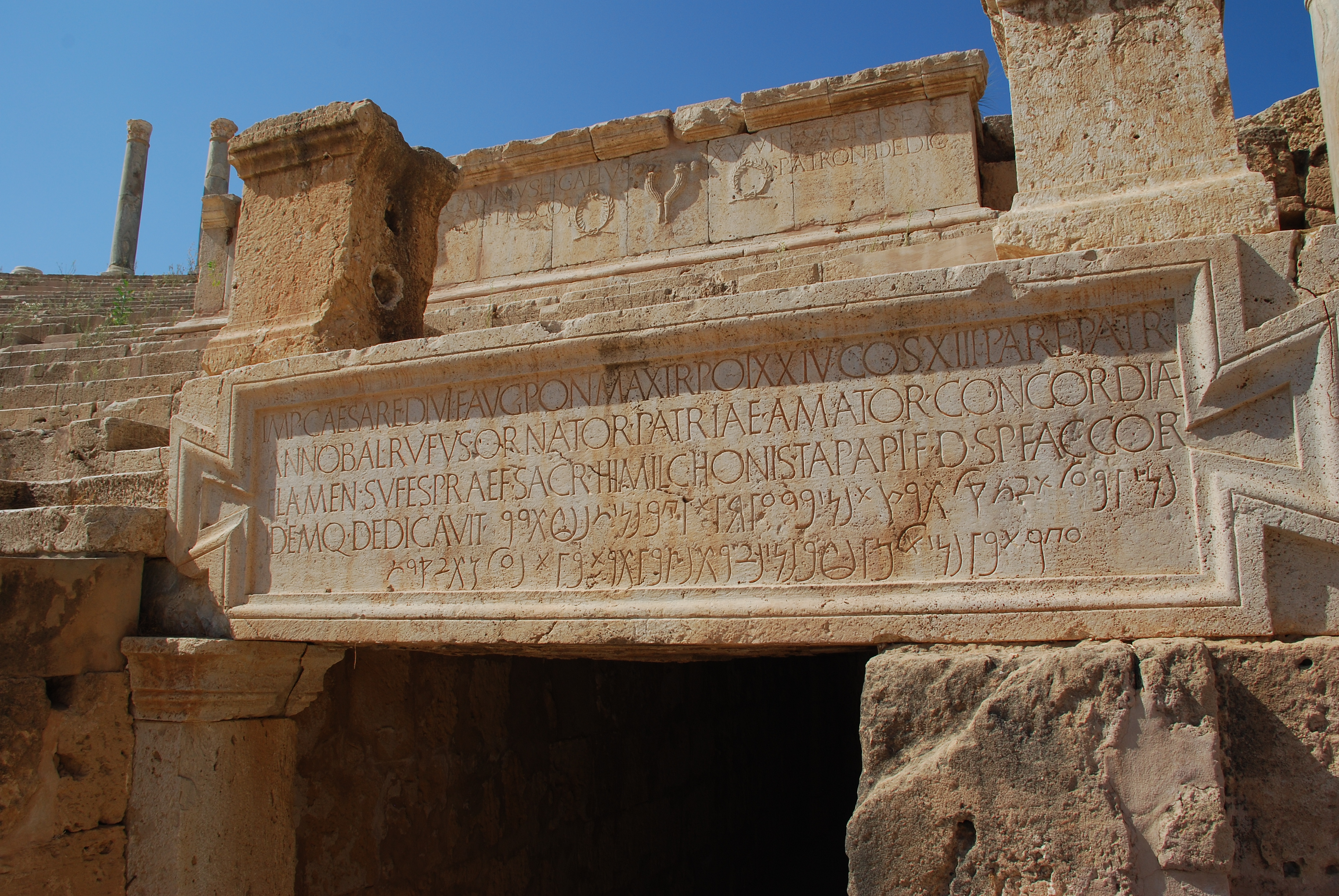
Inscripción bilingüe —latino y púnico— del teatro de Leptis Magna,, hacia el año 1-2, ofrecido por un notable de la ciudad.

Es necesario distinguir el desarrollo y la densificación de la red urbana y la romanización jurídica, concesión de un estatuto jurídico por decisión imperial a las comunidades más o menos integradas al imperio. La ciudad de los asentamientos africanos fue caracterizada por una intensa actividad de sus élites, en particular en el marco de las políticas de evergetismo. Esta práctica permitió medir la permanencia de los barrios hasta la segunda mitad del siglo III, cuando el Imperio vio una serie de crisis estructurales.

### La sociedad y la élite municipal
Desde el primer siglo, existió en África una "burguesía" municipal rica y poderosa pero fue solamente a partir del periodo flaviano que aparece a la vista y lo esencial de su expansión se sitúa en el siglo II y a principios del siglo III, periodización que se encuentra en otras provincias occidentales.
Más que en cualquier otra región del Imperio, las ciudades africanas codiciaban y se enorgullecían de las promociones municipales, más aún después del Edicto de Caracalla.
La romanización de los modos de vida se ilustró en una arquitectura urbana audaz y una práctica de las instituciones (asamblea del pueblo, curias y senado local) y de las magistraturas latinas.
Además la romanización fue casi completa al este del Fossatum Africae, donde hubo una numerosa comunidad descendiente de colonos romanos: en este territorio y especialmente al este de la Fossa Regia -que iba desde la Cartago romana hasta Thysdrus- prácticamente todos hablaban en latín y practicaban la religión cristiana en el siglo cuarto (antes de la llegada de los Vándalos).

### Principales ciudades

Ciudades y campamentos ("castrum") del África romana.

- Auzia
- Bulla Regia
- Cartago
- Cirta
- Dougga
- Hadrumetum
- Pupput
- Hippo Regius
- Iol Caesarea
- Columnata
- Leptis Magna
- Leptis Minor
- Madaura
- Mactar
- Melilla
- Musti
- Pupput
- Rusadir
- Rusicade
- Sabratha
- Tébessa
- Tapso
- Thysdrus
- Timgad
- Tingis
- Thuburbo Maius
- Sufetula
- Útica
- Volubilis
- Zilil (Dchar Jedid)

## La economía africana

### ElÁfricade las campañas

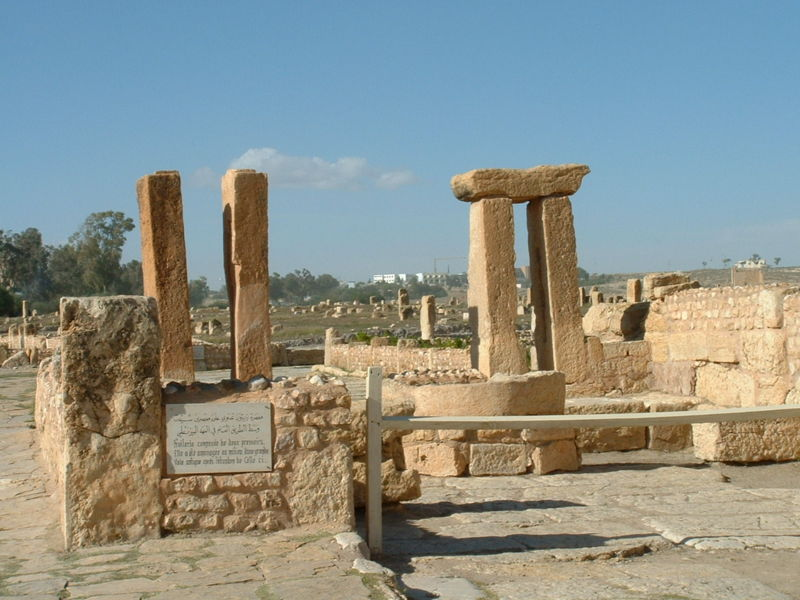
Prensa de aceite o de vino de Sufetula.

El África del Norte fue considerada por mucho tiempo como una tierra particularmente rica y como una tierra de talentosos agrónomos a la imagen de Magon. Su divinidad tutelar, África, tiene por emblemas la cornucopia y el celemín de trigo (modius) a sus pies. Desde el reino de Masinisa, una agricultura comercial se desarrolló en África. A los ojos de los conquistadores, esta tierra de cereales debía nutrir al pueblo romano. La producción se vuelve rápidamente de excedentes, fuertemente alentada por Augusto y sus sucesores. Las tierras del oeste exportaban su producción hacia el resto de la cuenca del Mediterráneo y el trigo africano proveía las dos terceras partes del anón destinado al abastecimiento de Roma. África estaba provista también de una arboricultura rica y variada en la que se encontraban viñas, olivos, granados y plantaciones de oasis. Los cultivos locales eran también importantes (trufas, guisantes, legumbres) pero la policultura era a veces sacrificada para beneficiarse de la cultura del trigo necesario a las urbes.
Durante el periodo romano, las tierras africanas vieron sus rendimientos crecer y las tierras del sur y del oeste fueron puestas en relieve. Las zonas más antiguas de cultivos —emporia de Tripolitania y territorio de Cartago— fueron también transformadas por el desarrollo de cultivos de exportaciones más lucrativas. Así, la producción de frutas pasó de la Proconsular de alrededor de 840,000 quintos de trigo por año a la época Cesariense a casi nueve millones de quintos bajo Nerón. El valle del Meyerda, el interior de Hadrumetum, la región de Cirta, de Numidia Sitifense y las planicies ed Volubilis fueron incorporados a la cultura cerealista.
Los convoyes de trigo eran descargados en Ostia por una corporación de armadores privados, el colegio de los navicultores de África (navicularii africani), reorganizados por Cómodo en els egundo siglo en classis Africana Commodia. Este domini navum Afrarum universarum elevó en Ostia edificios honoríficos. Sin embargo, parece que la prosperidad comercial africana no vio verdaderamente la luz sino hasta el final del siglo I con el desarrollo de la oleicultura y en una menor medida de la viticultura. Las ricas tierras cerealistas de Bagrada, cultivos de tradición prerromana, a veces en las manos de aristócratas romanos, eran valoradas por los arrendatarios —conductores— unidos a Roma por el vectigal. Las ciudades poseían también numerosos dominios, a semejanza de Timgad. El saltus de las altas planicies, sometidas al régimen del colonato, fue cultivado por una población indígena reducida a la servidumbre. La actividad de los arrendatarios estaba enmarcada por el consuetudo manciana o lex manciana —permitiendo valorar las tierras no cultivadas sin imposición— que permaneció en vigor hasta la época vándala, como lo atestiguan las Tablas Albertini.

### El artesanado y los intercambios
Entre Ostia y África se puso en marcha una intensa red de intercambios en el que la cerámica constituía el producto faro. La producción de ánforas - para el comercio de aceite y vino - y de vajillas está también comprobada pero la documentación está incompleta fuera del África proconsular. Dicha producción es la prueba del dinamismo de los intercambios pero también de las producciones agrícolas africanas hasta la época vándala pues las excavaciones arqueológicas han permitido encontrar un gran número de artefactos de Byzacena, de los puertos mediterráneos hasta los límites renanos. El análisis estratigráfico del Monte Testaccio de Ostia señala que las ánforas africanas sobrepasaban en número a las de Bética a partir de los años 170.

## Letras y artes

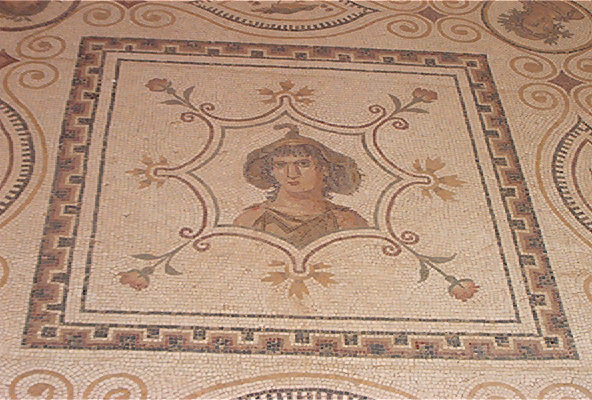
Mosaico de la Domus África de El Djem.

El África fue dotada en Roma de una reputación de tierra de cultivos, y si frecuentemente los excesos de ornamentación de la prosa africana (tumor Africus, literalmente la "exageración africana") eran objeto de burla, la arqueología y la historia literaria confirman y apoyan el hecho de que las provincias de África tenían en su seno una población preocupada por las artes y las letras, por su enseñanza y su difusión.
En las estelas y los arcos triunfales, los sarcófagos y las artes decorativas triunfa un estilo nuevo, extraño a los cánones greco-romanos y que Gilbert Charles Picard ha llamado el "barroco africano"; estas formas donde se conjugan el sensualismo y rasgos patéticos debieron inspirar el arte bizantino.
El África romana desarrolló un gusto pronunciado por el mosaico, este "arte particularmente africano, pues en ninguna otra región el hábito de los pavimentos historiados estuvo tan extendido". En las reproducciones de la vida diaria, bucólicas, de las actividades artesanales y agrícolas, se mezclan en las numerosas obras en las que se ha podido conservar el trazo, el vigor de los préstamos literarios en el mundo latino y oriental.

### Arquitectura
El arquitectura en África no se comparaba con el «estilo italiano». Un claro ejemplo de esto era el Anfiteatro de El Djem, construido por el procónsul Gordiano III en 238, que no respetaba el estilo arquitectónico de Italia: era más pequeño, su tamaño, tanto interior como exterior, era demasiado inconvincente con respecto al Anfiteatro Flavio. El anfiteatro de El Djem fue construido como una demanda a los supresores romanos que tenían el control sobre África.  Las obras arquitectónicas hechas en África no corrían bajo las órdenes del emperador romano. Todas las obras hechas eran un desafío a la autoridad romana; al construirse, se trataba de provocar una revuelta contra el imperio.
Asimismo, una de las piezas arquitectónicas más ingeniosas es un chalet descubierto a cinco metros de profundidad donde ciertas personas podrían refrescarse del inmenso calor que sofocaba durante el día. Por lo regular, esta se localizaba cerca de una Domus. Las excavaciones recientes demuestran que no era únicamente por su profundidad que el lugar poseía frescura, sino también debido a una técnica aisladora térmica. Las bóvedas se encontraban conformadas por bóvedas que poseían cámaras de aire; éstas se encontraban construidas con arcillas y formaban tubos que estaban entre cada uno de los pisos del chalet. En un principio, estas mansiones servirían para que fuese un hogar para ciegos; sin embargo, los propietarios las usaban como centros de fiestas donde se invitaban a las figuras políticas más importantes. El comedor de este lugar era la parte más lujosa, a pesar de tener la forma de un burdel.
El foro, así como la basílica que lo dominaba, eran los centros de decisión política donde se discutían y se aprobaban resoluciones, como por ejemplo, las medidas políticas sobre las tribus vecinas. El foro era erigido a imagen y semejanza del capitolio romano. Asimismo, cerca del foro, había un templo dedicado a la tríada romana: Júpiter, Juno y Minerva. La gran mayoría de las Domus tenían en su interior objetos bañados de bronce. Pero, la Domus más famosa ubicada en el África era la Casa de Venus; en ella se encuentran algunos de los mejores mosaicos del norte de África.

### Literatura
El vigor de las Letras en África es tal que entre el siglo II y el siglo IV, Cártago aparece como una capital cultural en la que las producciones literarias infunden novedades y frescura en el conjunto del mundo romano. He ahí el resultado de largos años de prácticas de las bibliotecas, de las lecturas públicas, de intercambios incesantes con el corazón del Imperio y de influencias helénicas. Los cartagineses difundieron así su gusto por la gramática y la retórica en la mayor parte de las provincias africanas. Los más dignos representantes de esta corriente son Florus, Sulpicius Apollinaris, Nonius Marcellus, Terentianus conocido como el Moro, y Frontón.

## Cultos y prácticas rituales
Es delicado inventariar el conjunto de los cultos tradicionales presentes en el África romana. Con la conquista romana, la religión romana antigua y las religiones tradicionales de África, líbicas y púnicas, fueron objeto de la reinterpretación y de la manifestación del sincretismo. Una manifestación de estos fenómenos es ilustrada por el culto africano por excelencia, es el de Saturno llamado el africano que ocupa un lugar central en el panteón. El culto de Saturno dejó una importante documentación epigráfica y arqueológica. Representa, según Marcel Le Glay y para el África romana, "la mejor expresión de su africitas". Bajo el ejemplo del gran dios africano, las divinidades greco-romanas fueron asimiladas mientras conservaban sus características "nacionales". El problema de los muertos y de su recuerdo —multiplicación de los epitafios y de las estelas en las provincias—, el lugar hecho a los cultor agrarios, uranienses y telúricos, la importancia otorgada a los dioses locales y domésticos marcaron la religiosidad africana. Los intercambios en el dominio religioso son particularmente numerosos y es constatable las resurgencias púnicas en los cultos de las poblaciones romanizadas. El África romana pasó ante los ojos de sus contemporáneos como una tierra de magia; las prácticas mágicas estaban extendidas como en todo el imperio pero mantenían relaciones privilegiadas con los numerosos aspectos sociales. El culto imperial conoció desde la época agustina un gran vigor en la región, de manera paralela al culto africano.

## Conversión al Cristianismo

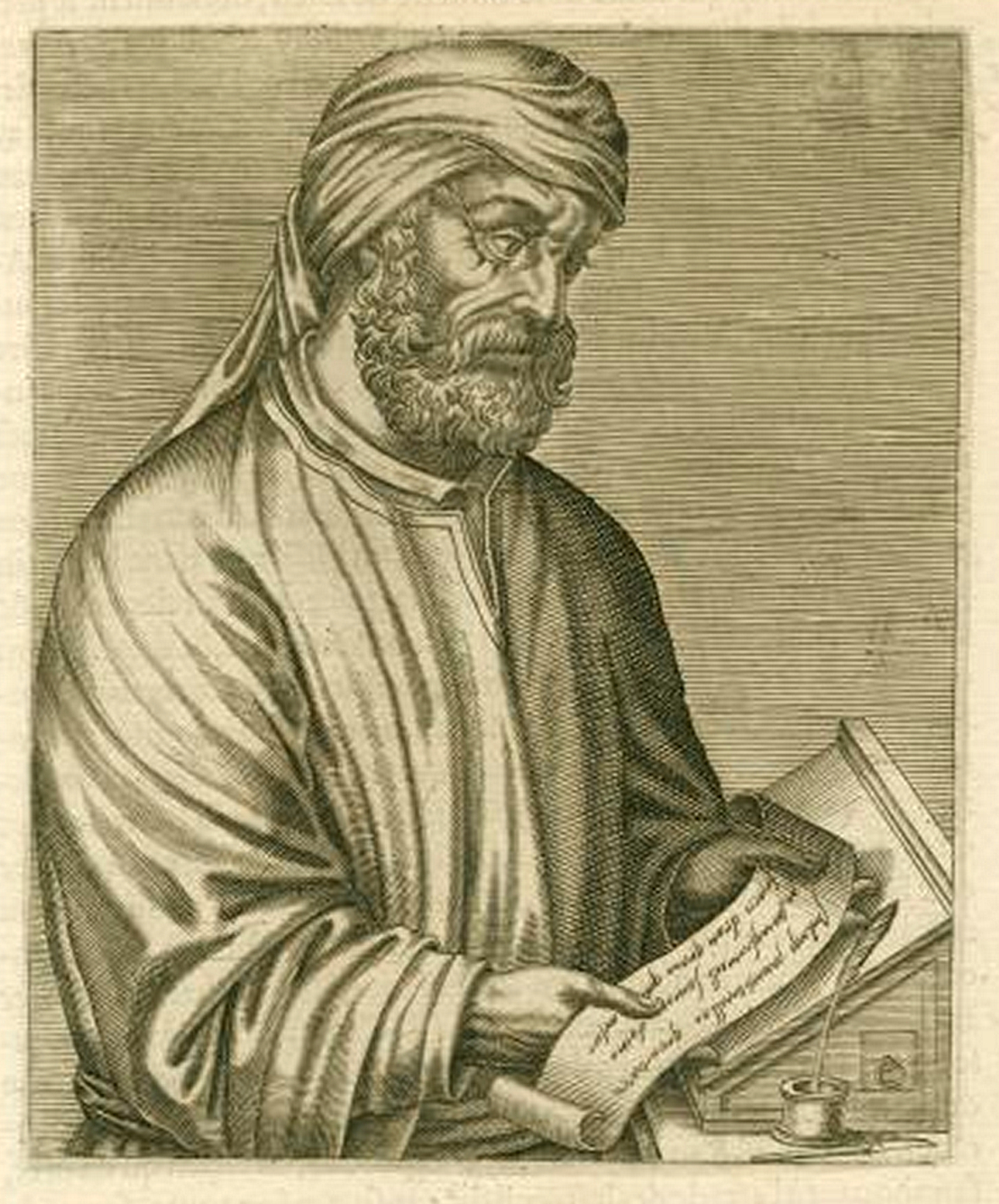
Tertuliano, escritor que basó la mayoría de sus obras en el tema cristiano. Convirtiéndose en casi un teólogo.

Según Claude Lepelley, el cristianismo occidental latino nació en el África Septentrional. A mitad del siglo II, las comunidades cristianas eran ya numerosas y dinámicas. Durante el siglo IV, África vio el nacimiento de Agustín de Hipona, padre de la Iglesia cuyo pensamiento iba a ser una influencia determinante sobre el occidente cristiano durante la Edad Media y la Edad Moderna. Sin la documentación completa, es difícil reconstituir las etapas y los lugares de difusión que precedieron la llegada de los cristianos en las provincias africanas. Además, son esencialmente las fuentes cristianas —notablemente aquellas de Tertuliano— las que permiten retrazar la historia de la iglesia africana durante el siglo III, presentando evidentemente un problema de objetividad. Más allá, la mayoría de las fuentes de la época son cartaginesas.
Se sitúa la aparición de los primeros cristianos en África antes del año 180. El primer documento que nos permite aprehender el cristianismo en África son las Actas de los mártires de Scillium. Ampliamente minoritarios, los cristianos adoptaron desde el inicio una actitud ofensiva para propagar su fe y se dirigieron sin mucha aprehensión hacia un conflicto abierto con el poder imperial politeísta. La historia de los debuts del cristianismo en África está estrechamente relacionada con la persona de Tertuliano. Nacido de padres paganos, entra en la comunidad cristiana de Cártago hacia el 195 y se vuelve cercano a la élite municipal, que supo protegerlo de la represión de las autoridades. Habiendo recibido el sacerdocio, se dedicó en sus primeros escritos a luchar para que la iglesia cristiana fuera reconocida oficialmente por el Imperio. Se puede hablar, a continuación de Tertuliano, del "cristianismo africano" ya que este adopta un carácter específico, siendo distinguido por su intransigencia. A fin de anclarse en la vida africana, la doctrina cristiana, a través de los escritos de Tertuliano, buscó emanciparse de todas las instituciones paganas que estructuraban la sociedad romana de la época. Se debe ver más en este trabajo de escritura una transcripción y una valoración de los problemas específicos de una nueva comunidad que la voluntad de un hombre de imponer a los fervientes creyentes una doctrina que no les convenía.
Los cristianos rehusaron participar en numerosas ceremonias que fundaban la vida cívica. En su obra De la idolatría, Tertuliano precisa la naturaleza de las actividades desaconsejadas a los cristianos: debían, los más ricos, rehusar participar en la vida política de la ciudad ocupando cualquier puesto y rehusar cualquier labor agrícola que pudiera proveer de productos y animales a las sedes de los sacrificios. Los cristianos ya no debían ejercer el profesorado que les obligaría a enseñar los mitos y cultos paganos. Pero lo que separa y opone más a las autoridades romanas y a la comunidad de cristianos, es sin duda alguna el hecho de que estos últimos rehusaron servir en el seno de la armada del imperio. Tertuliano subraya la dificultad de conciliar el juramento militar con aquel pronunciado durante el bautismo. Además de la omnipresencia de los ritos paganos en la vida militar, el dilema más grande para los cristianos fue la probabilidad de matar a sus adversarios durante los combates, cosa incompatible con el mensaje evangélico. Esta elección, tanto política como religiosa, estuvo en el origen de conflictos a veces violentos. Los cristianos eran acusados de poner en peligro a la ciudad cuando su negación al servicio militar tenía lugar durante un periodo que necesitaba la presencia de soldados. Esto trajo sanciones que llegaban hasta la pena de muerte, permitiendo que la situación de mártir fuera muy específica a la religión cristiana.
La multiplicación de los mártires, de sus cultos y de sus relatos, como el mártir de Perpetua y Felicidad, fue uno de los rasgos que marcó el cristianismo africano. Tertuliano mismo preconiza el sufrimiento y el martirio como resultantes en la salvación, acarreando elecciones suficientemente elocuentes por parte de los cristianos: algunos escogieron muertes "heroicas", combatiendo por ejemplo contra los guerreros egipcios. El martirio se volvía un acto de resistencia y de memoria, inscrito en un calendario conmemorativo, zócalo del calendario cristiano. A través de esta base doctrinal extremadamente estricta y difícil de defender frente a una población que no comprendía la mayor parte del tiempo la elección de los cristianos, Tertuliano buscó evitar que su comunidad se mezclara con los ritos y costumbres paganas a fin de guardar toda su especificidad y de preservar sus oportunidades de eclosión. Por lo tanto, no quería alejarse de la vida de la ciudad, mucho menos de la del imperio. Amó al imperio y estaba convencido de sus ventajas en las provincias africanas.
Los cristianos ayudaron, vía su necesidad intransigente a la vez de demarcación y de afirmación al seno de la sociedad africana, a instaurar un clima de tensión entre ellos y el resto de la población, pero sobre todo con el poder imperial que enfrentado a esta amenaza de división no tardó en reaccionar. La doctrina cristiana que puso pie en primer lugar sobre las costas africanas se desarrolló después al interior de las tierras. Si no se sitúa precisamente la ciudad de la cual son originarios los mártires de Scillium (en la región de Cártado), los de Madaura, Miggin y Namphamo, tuvieron lugar en la misma época: los cristianos conocieron a sus primeros mártires en un contexto político y, al mismo tiempo, religioso en constante evolución. El Siglo III vio una fragilización importante de los fundamentos religiosos del poder imperial. Considerado como protegido de los dioses, el mito del emperador que se sitúa sobre los hombres fue puesto en duda por los paganos, en particular después de la muerte de Decio en combate, en 251. Los culpables fueron rápidamente encontrados: por su impiedad, los cristianos fueron acusador de haber provocado la cólera de los dioses.

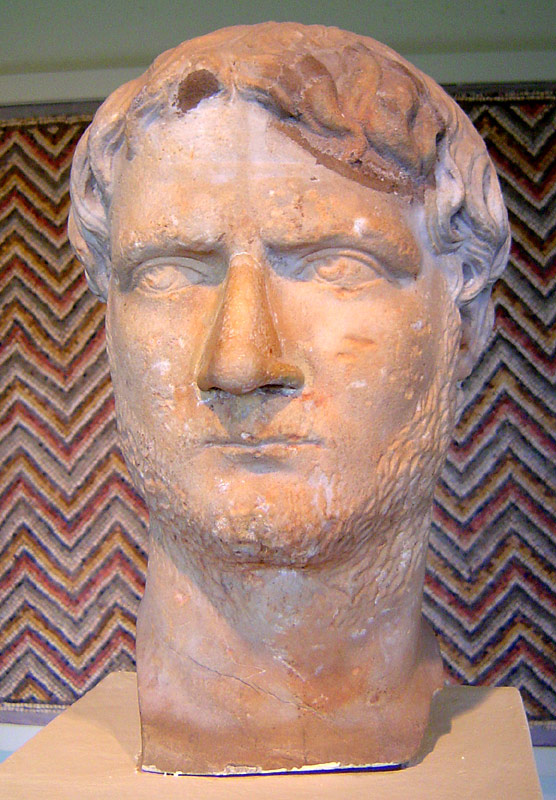
Galieno fue más tolerante que su padre, Valeriano, con los cristianos. Este logró una pequeña paz para el Cristianismo, hasta que llegó al poder Diocleciano.

Decio mismo había ya instaurado esta noción de "chivo expiatorio" durante lo que se conoce como la "persecución de Decio", de 249 a 251. La persecución romana, el primer ataque oficial contra la iglesia africana, fue ratificado por un edicto promulgado desde el 249 que obligaba a los cristianos a orar por la salud del emperador y a proceder a los sacrificios o a las libaciones. Esta noticia forzó a los cristianos a tomar una opción. Muchas actitudes fueron cambiadas: algunos siguieron las consignas de las autoridades relevadas por las ciudades africanas y se adhirieron al edicto, sacrificando incluso animales —cosa formalmente prohibida por su dogma—; otros para los que era inconcebible renegar del Evangelio prefirieron huir; otros escogieron hacer público su descontento, poniendo su vida en peligro. La autoridad romana, mientras formulaba el edicto, dividió a la comunidad cristiana, que siguiendo a esta crisis muestra aun su intransigencia. Aquellos que cedieron a las demandas de Decio y participaron en las súplicas —los lapsi— fueron mal recibidos por los "resistentes" en el momento de su reintegración. Los prelados que "pecaron" fueron, en su mayoría, perdonados pero no pudieron volver a sus funciones. La persecución engendró una crisis tal al seno de la iglesia africana que el concilio de Cártago propuso, en 256, rebautizar a los que habían caído en falta a fin de volverlos puros de nuevo. Esto fue cortado violentamente por el obispo de Roma ya que este doble bautizo es inconcebible, pues le resta credibilidad al rito sagrado y único del obispo.
Después de un breve periodo de calma, las persecuciones recomenzaron en 257 bajo la impulsión de Valeriano. Este senador romano, cercano a las élites hostiles al cristianismo, empleó una nueva táctica para debilitar a los cristianos. Decidió cortar la élite cristiana desde la base. Sus gobernadores de provincia tuvieron que exiliar a todo obispo o clérigo que se negara a practicar los ritos de sacrificio. Así, Cipriano de Cartago, gran figura del cristianismo africano, fue exiliado; otros fueron condenados a las minas. La persecución se tornó sangrienta un año más tarde, cuando Cipirano y otros clérigos, víctimas de nuevas medidas romanas, fueron condenados a muerte y decapitados. Tuvo que llegar la muerte de Valeriano en 260 para que la calma reinara de nuevo en África. Su hijo Galieno se mostró más conciliador: detuvo las persecuciones contra los cristianos y promulgó un edicto de tolerancia: La pequeña paz de la Iglesia. Esta cohabitación pacífica permitió a la iglesia africana desarrollarse en las provincias y aumentar el número de fieles. Diocleciano, en 284 al comienzo de la Tetrarquía, provocó el retorno de las persecuciones (303-304), que fueron aplicadas con menos celo que en otras regiones del imperio, tuvieron que enfrentarse a la crisis donatista. La conversión de Constantino permitió a las iglesias locales desarrollarse.

## Del África romana al Magreb árabe

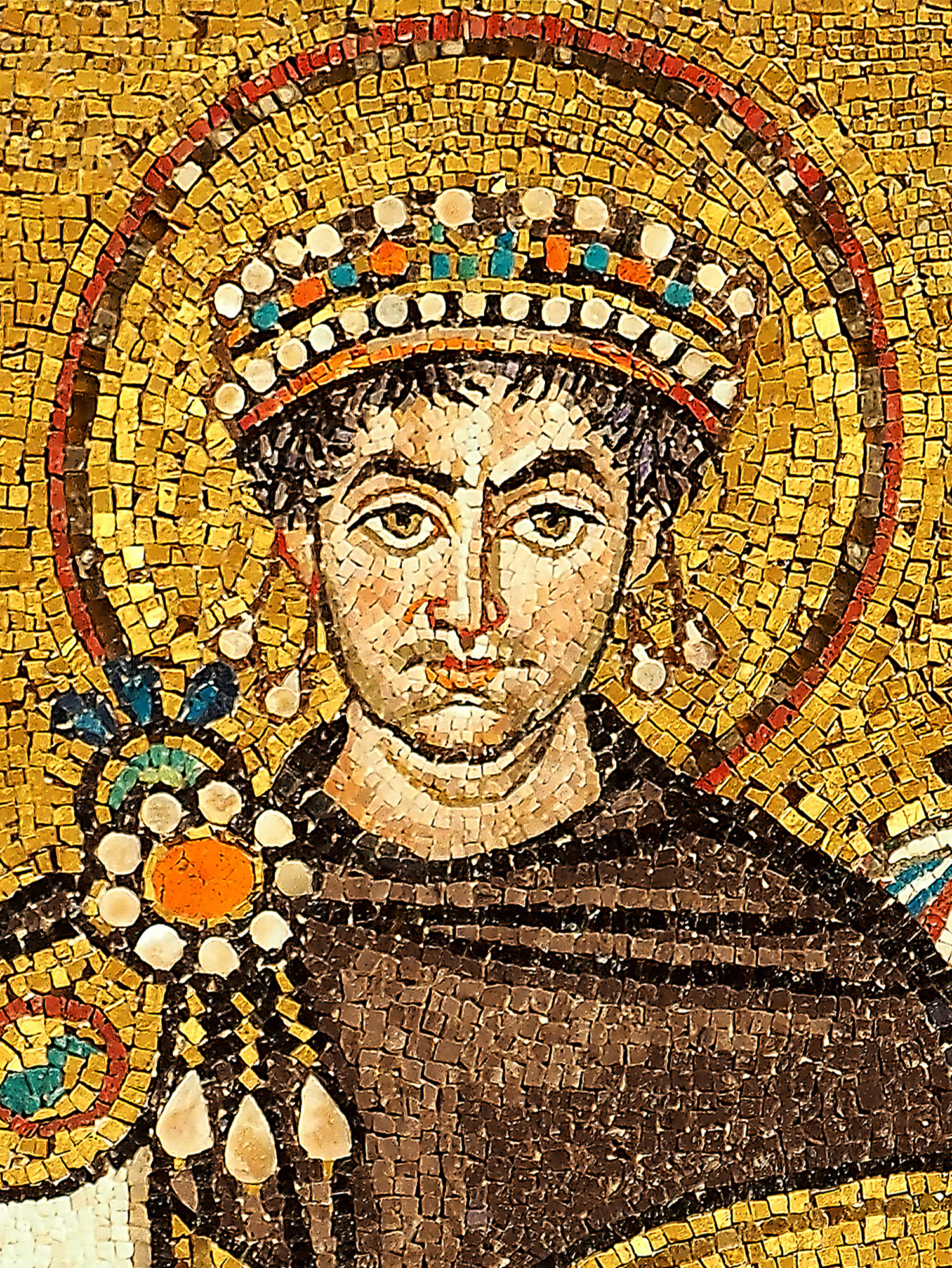
Justiniano envió una expedición al mando de Belisario que recuperó la provincia de África para el mundo romano a finales del ; los árabes conquistaron el territorio para el Califato de Damasco. Desde entonces la región es parte del mundo islámico.

El África romana escapó a las grandes invasiones del siglo V hasta el 429, cuando los vándalos de Genserico desembarcaron en las costas de Mauritania. En 439, se adueñaron de Cartago y crearon un reino que dominó al África proconsular, la Byzacena, la Numidia, la Mauritania sitifense y una parte de la costa de la Mauritania cesariense. Los Vándalos, poco numerosos, se instalaron alrededor de Cartago y en este territorio confiscaron una parte de los dominios de los grandes propietarios y de los bienes de la iglesia, que les había dado a sus obispos arrianos. La oposición religiosa de un clero africano niceno, poco proclive al compromiso, estaba viva y la represión vándala culminó en las deportaciones de obispos y la confiscación de todos los bienes de la iglesia en 484 (fueron restituidos en 495 como medida de alivio). A pesar de este conflicto con las élites locales, los Vándalos no destruyeron la cultura romana: siendo testigos las tablas Albertini, recogidas en 1928 a una centena de kilómetros al sur de Tebassa. Esta serie de actos notariados establecidos entre 493 y 496 fueron redactadas según los formularios del derecho romano, en un latín mezclado con palabras bereberes y emplearon las unidades monetarias romanas. Las partes y los testigos que podían lo hicieron en latín y algunos portaban títulos romanos: magister, flamen perpetuo, presbyter.
El resto de la Mauritania fuera de la dominación vándala se fraccionó rápidamente en una serie de principados bereberes independientes: reino de Altava, reino del Ouarsenis, reino de Hodna, reino del Aurés, donde la romanidad y cristiandad se perpetuaron aisladamente A principio de los años 480, la noticia de las provincias y ciudades de África censaron 166 obispos para las Mauritanias Sitifense y Cesariense. Bajo el reino del emperador Justiniano, África regresó al mundo romano con la reconquista del reino vándalo en 533-534, después de la retoma de control de las tribus bereberes de Numidia y de la costa mauritana hasta Caesaria (Cherchell, así como de la región de Tingis. Lucien Musset realizó el balance del siglo de la dominación vándala: el África romana perdió lo mejor de sus fuerzas espirituales y de su clase dirigente, así como una buena parte de sus territorios periféricos. Una Áfrique romana reducida renace. Se cubrió de fortificaciones bizantinas y regresó a un periodo de prosperidad económica durante el siglo VI.
Los principados moros conservaron su independencia, aún con un cristianismo activo: los textos mencionan los concilios locales en 525 y 646. Las epigrafías cristianas aparecieron en Altava hasta 599, en Tlemcen hasta 651 y en Volubilis hasta 655. Después de una primera incursión en Sbeitla en 643, la conquista y ocupación árabe comenzó por la fundación de Kairuán en 670. Cártago cayó en 698, Ceuta en la otra punta de África en 709, la antigua provincia de África se convirtió en Ifriqiya. Los bereberes cristianizados, dirigidos notablemente por Kahina, resistieron vigorosamente, adueñándose de Kairuán del 683 al 686. A partir del siglo VIII después de la conquista árabe, la información acerca de la sobrevivencia de la cultura y de la religión romana es muy rara. Las poblaciones se convirtieron al islam, religión del poder dominante, pero lo que se ignora es a qué ritmo. Según Antonino Di Vita, la persistencia del púnico en las campañas, señalado en el tiempo de Agustín de Hipona, explicaría en parte una rápida asimilación por los conquistadores que compartían un fondo cultural semítico común. Sin embargo, esta conversión fue caótica: según Ibn Jaldún, los bereberes apostataron hasta doce veces en setenta años, mientras que otros abrazaron en el siglo VIII el jariyismo, una forma de islam disidente, puritana e igualitaria, rebelde al califato. Las poblaciones cristianas subsistieron y se encuentran aún epitafios del siglo X y del siglo XI redactados en latín en Tripolitania y en Kairuán, pero las cartas de los papas León IX y Gregorio VII no nombran más que a cinco obispos africanos en 1053 y dos en 1076. Al final del siglo XI, los últimos rastros romanos se extinguieron. Del África romana subsisten esencialmente numerosos vestigios arqueológicos, yendo desde los espectaculares monumentos de El Djem, Leptis Magna y Sabratha, hasta los sitios más modestos dispersos en las campañas del norte de África.

## Debates historiográficos y fuentes

### Historiografía antigua

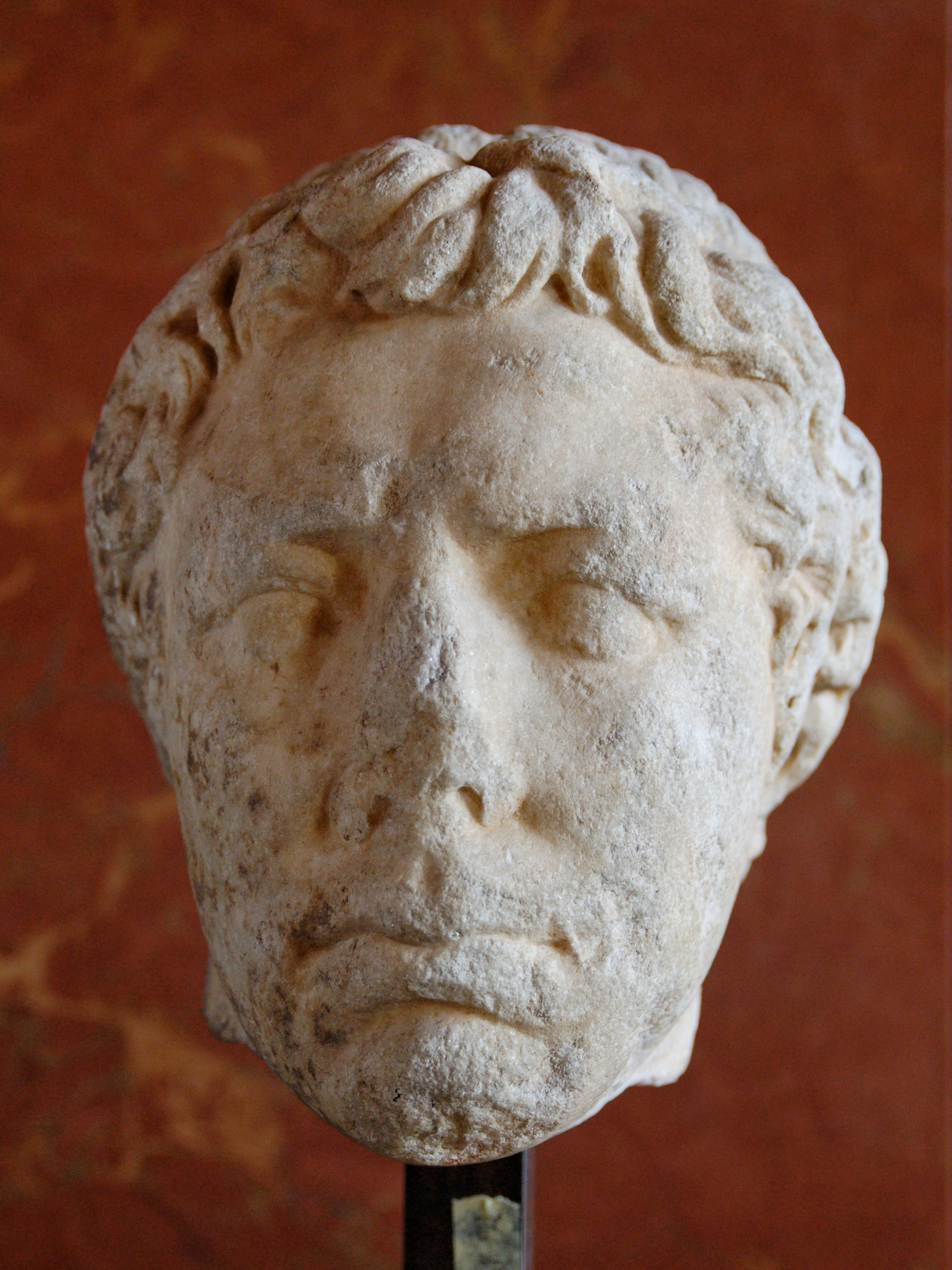
Busto de Juba II, quizá, uno de los primeros gobernantes en el África romana.

Las primeras fuentes sobre el África romana pertenecen a Dion Casio donde comenta la gravedad de asuntos con los africanos, y los problemas que se enfrentaban en el territorio del norte de África. Asimismo, describe a un grupo de pueblos que denomina los "Gétulos"; que se resistían a la autoridad romana de nombrar como rey en Mauritania a Juba II. Conerlius, procónsul de África, cita cómo es enviado para controlar el clima de inestabilidad y conseguir el triunfo. Plinio rescata en una de su obra Naturalis Historia una descripción sobre los "Gétulos", calificándolos como "habitantes de los altiplanos del Sáhara".
Lucio Anneo Floro, en su obra Compendio de la Historia Romana, describe cómo Balbus, alrededor del 19 a. C., se dirige contra una oleada de garamantes, lo que indicaba problemas en la autoridad romana sobre los territorios africanos. Balbus, a causa de esto, atacó posesiones garamantes, musulmanes y gétulos. Plinio, como la mayoría de fuentes que narran la ocupación romana en África, emplea un tono triunfalista y poco fiable al declarar como triunfante a Balbus. Todo esto, sucediendo durante el reinado de Augusto.
Tácito, en su obra Anales, califica la autoridad de Tiberio en África como mejor organizada. Sin embargo, la guerra fue inevitable, pues los nativos querían recuperar sus tierras. Tacfarinas, según Ptolomeo, usó la diplomacia para atraer gente y luchar contra los romanos; sin embargo, perdió. Asimismo, la guerra continuó. Durante esta Tiberio mandó a la legión IX Hispana desde Panonía hasta África; a pesar de que Tacfarinas planteó al emperador la obtención de tierras para sus guerreros con tal de finalizar la contienda.
Quizá los primeros historiadores en dar mención de un control romano sobre África fueron Tácito, Plibio, Floro y Dion. Sin embargo, Suetonio y Aureliano recopilaron información sobre el África bajo la Dinastía de julio-Claudio. África durante el régimen de Clodius Macer y de la Dinastía Flavia fue recopilado por Tácito. Así com también por Plinio. Heródoto y Zósimo recogen la historia de África bajo el mandato de Marco Aurelio, Cómodo y Septimio, así como también de Diocleciano, Maximiano y Gordiano III.

### Historiografía moderna

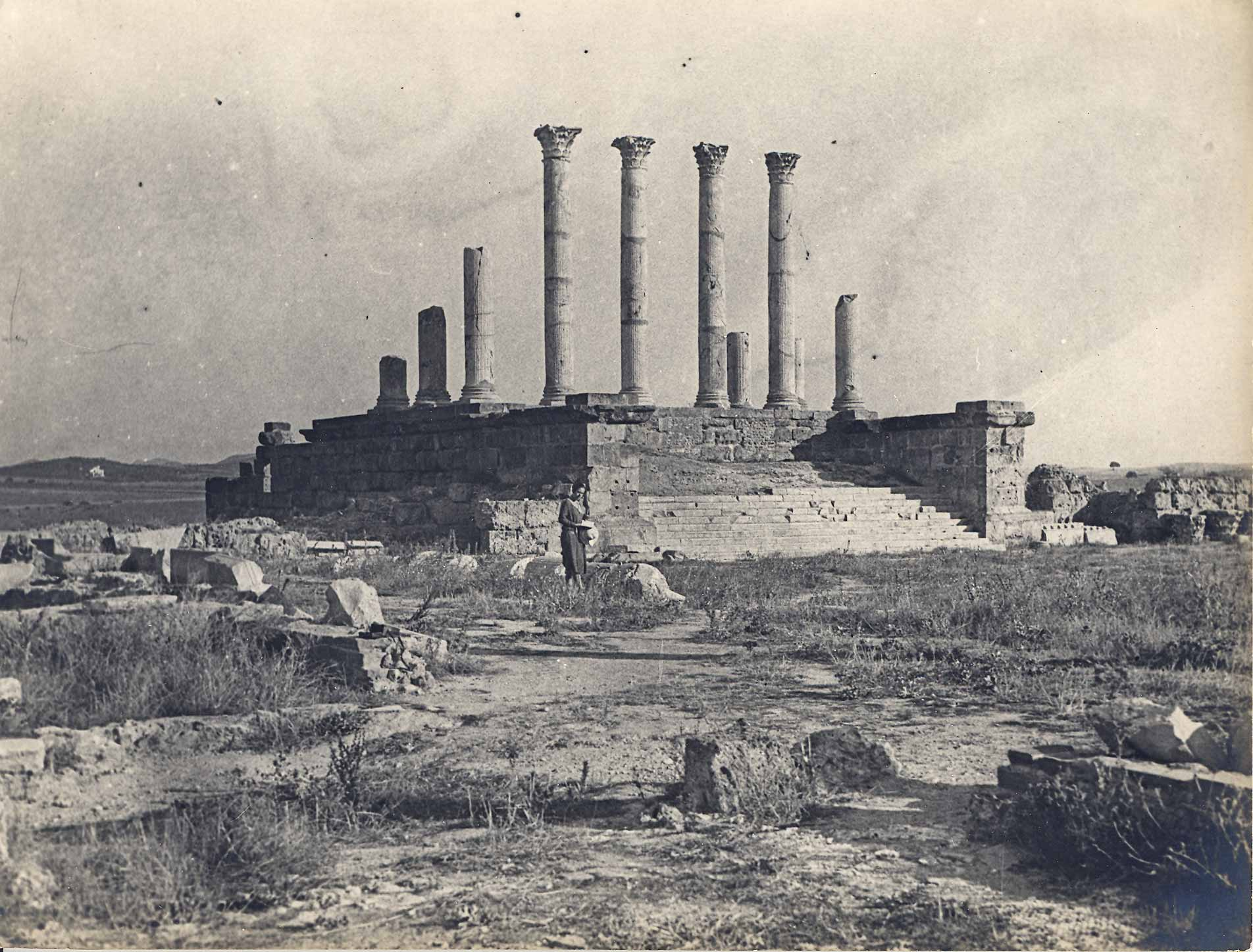
Capitolio de Thuburbo Maius, hacia 1930. Un ejemplo de la arquitectura en África, legado de Roma.

La historia de la implementación romana en África es compleja y la historiografía del África romana ha sufrido de manera larga una comparación establecida entre colonización antigua y colonización moderna, analogía a veces "invertida" según la fórmula de Yvon Thébert. En los años 1830, en un contexto colonial, el estudio del pasado romano en la región fue la caza de investigadores, diplomáticos, militares y religiosos franceses preocupados por el estudio del patrimonio romano. Esta historiografía fácilmente colonialista francesa revela de entrada sus intereses ideológicos, políticos y, sobre todo, económicos. Los franceses se vuelven los herederos del poder romano en la región y con la ayuda de investigadores, buscan construir un modelo de conquista en una tierra con reputación de indócil. Algunos trabajos históricos se presentaron entonces como una justificación de la colonización. Se trató de ponerse en una situación de igualdad con el conquistador romano. La historia militar ocupa entonces un lugar primordial en los estudios sobre la región y un número de ensayos y de monografías fueron el objeto de los oficiales franceses.
Para los miembros del clero católico, el África es una tierra de misión así como la cuna de un cristianismo marcado por la presencia de Agustín de Hipona. La arqueología y la epigrafía se desarrollan con el apoyo de la armada, de los eruditos y de las autoridades locales para competir en sus colonias con la historiografía alemana. Así en 1855, Louis Rénier, bibliotecaria de la Sorbona, entrega las Inscripciones latinas de Argelia, corpus de 4,400 documentos epigráficos. Después de la descolonización, el discurso histórico, los temas y los objetivos de su escritura, parece "invertirse" en los trabajos universitarios franceses y magrebinos, para tomar el lado "africano", sin separarse totalmente de la problemática precedente. El combatiente argelino es comparado con la resistencia berebere. El subdesarrollo del país se pone en paralelo con la riqueza de Roma o de Francia, quienes explotan la región. El término de "resistencia", connotado positivamente a partir de la Segunda Guerra Mundial, juega su papel. El estudio de las formas de la resistencia a la romanización se desarrolla, en particular, la "resistencia religiosa" africana.
Hoy, la investigación intenta salir de esos discursos antagonistas y a veces maniqueos para medir la profundidad de la romanización. Como lo remarcaba Pau Corbier, "estudiar al imperialismo romano como un modelo que prefiguraría al imperialismo contemporáneo, es naturalmente falsear las perspectivas de la investigación y negar toda especificidad a la historia africana"». La investigación trabaja más sobre las complementariedades que sobre las oposiciones estrictas. Las investigaciones recientes buscan por un lado reemplazar la historia de estos territorios en un contexto mediterráneo y por otro lado evaluar la especificidad de las culturas africanas en el marco imperial.